# Vertavillo
Vertavillo – gmina w Hiszpanii, w prowincji Palencia, w Kastylii i León, o powierzchni 57,36 km². W 2011 roku gmina liczyła 215 mieszkańców.